# Eva Husson
Eva Husson (* 1977 in Le Havre) ist eine französische Regisseurin und Drehbuchautorin.
Sie studierte an der Sorbonne Spanische und Englische Literatur. Spanische Literatur schloss sie mit einem B.A. und Englische Literatur mit einem M.A. ab. Am American Film Institute in Los Angeles studierte sie Filmschnitt und Regie und schloss mit einem M.F.A. ab. Während ihres Studiums am American Film Institute erhielt sie mehrere Auszeichnungen: den Franco-American Cultural Fund, den Mary Pickford Award für ausgezeichnete Regiearbeit, den Multicultural Motion Picture Association Award und ein Ambassadorial Scholarship der Rotary Foundation.
Für ihren ersten Kurzfilm Hope to Die erhielt sie eine Nominierung für das Deauville Film Festival als bester Kurzfilm.
Vorbilder für ihre Arbeit sind Lars von Trier, Wong Kar-wai, Gus Van Sant, Sofia Coppola und Werner Herzog.

## Filmografie
Darstellerin
- 1993: Les Romantique – Regie: Christian Zarifian[1]
- 1998: La révolution sexuelle n'a pas eu lieu – Regie: Judith Cahen[1]

Regie
- 2004: Hope to Die, Kurzfilm – Drehbuch und Regie
- 2013: Those for Whom It’s Always Complicated – Drehbuch und Regie
- 2015: Bang Gang – Die Geschichte einer Jugend ohne Tabus (Bang Gang) – Drehbuch und Regie
- 2017: Les filles du Soleil[1] – Drehbuch und Regie
- 2020: Hanna, Fernsehserie, 3 Folgen
- 2021: Ein Festtag (Mothering Sunday)